# Risa pascual

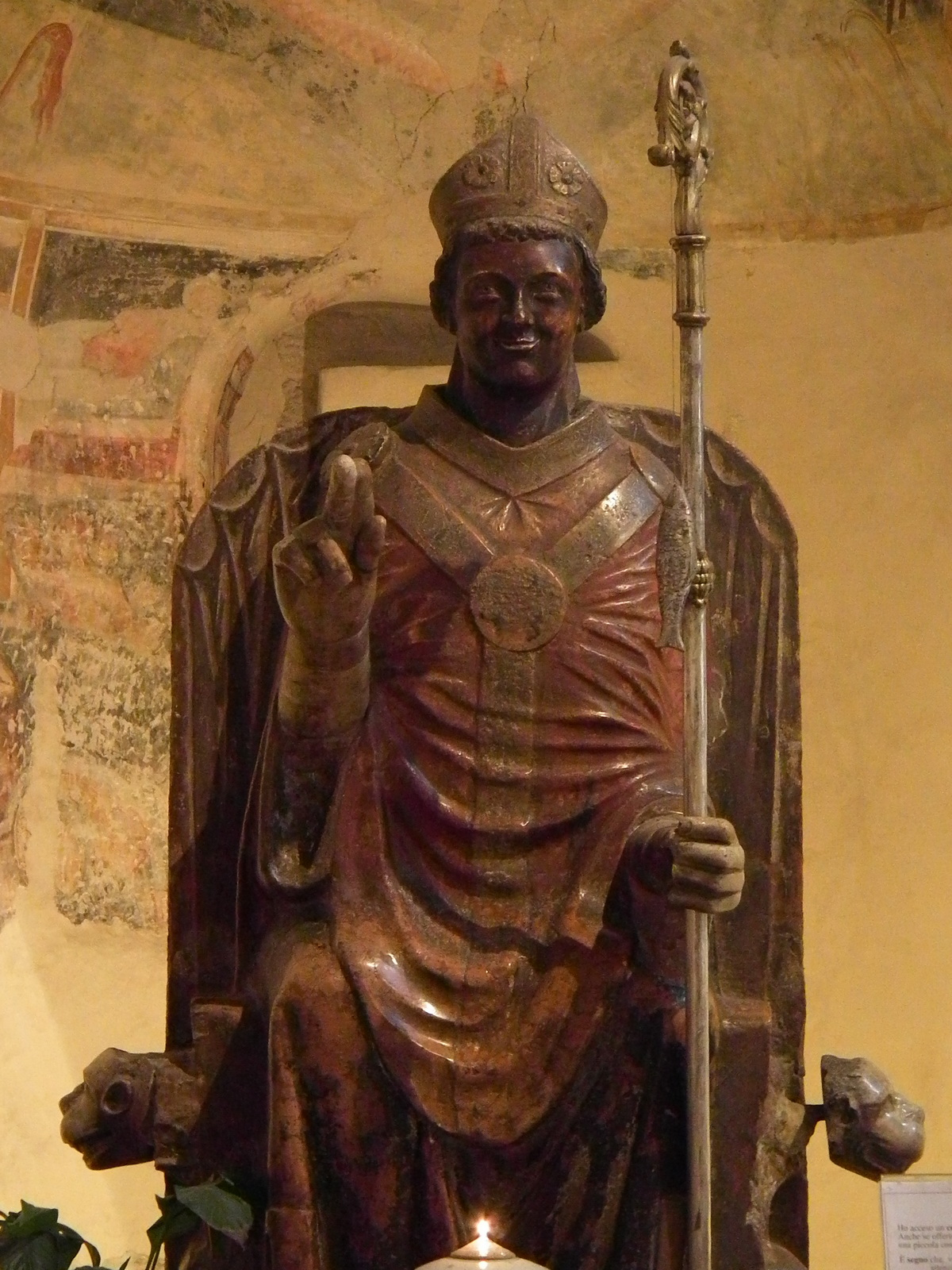
La expresión de la estatua de San Zenón riendo, conservada en la basílica de San Zenón en Verona y que data del siglo XIII, podría estar relacionada con la práctica de la risa pascual.

La risa pascual (en latín: risus paschalis) hace referencia a la costumbre de algunos sacerdotes católicos, sobre todo en países de lengua alemana (donde se denomina Osterlachen), documentada desde la Edad Media pero especialmente en el siglo XVI y posteriores, de hacer reír a los feligreses, con gestos y relatos cómicos y de carácter sexual, e incluso con gesticulaciones obscenas, en la misa del domingo de Pascua, como parte de las celebraciones por la resurrección de Jesucristo y el fin del tiempo cuaresmal.
Su primera manifestación atestiguada ocurrió en 852 en Reims; Dante Alighieri también menciona esta práctica en la Divina comedia, cuando en el canto vigésimo noveno del Paraíso dice: "Ahora van con argucias y bufonadas // a predicar, y aunque bien la gente ría, // ínflase la capucha, y no se busca otra cosa".
Erasmo de Róterdam llamó a esta costumbre "la más vergonzosa que existe", y el Papa Clemente X obstaculizó su práctica. El último testimonio data de 1911 cuando la gaceta de Frankfurt cuenta que todavía estaba en uso en las iglesias de Estiria, entre Austria y Eslovenia.
La práctica de provocar la hilaridad en la misa pascual, dentro de la liturgia, por parte del oficiante, continuó, a veces con variantes, también en otros países europeos, como es el caso del Sermón de s'Enganalla, en Llucmayor, España.